# Marc Wiltberger
Marc Wiltberger, né le 8 mai 1969 à Strasbourg, est un ancien joueur français de handball évoluant au poste de demi-centre. 
Il a été sélectionné à 148 reprises en équipe de France, remportant notamment la médaille de bronze champion du monde en 1997.

## Biographie

### Carrière de joueur
C'est dans le club de sa ville natale, le RC Strasbourg, qu'il est formé et gravit tous les échelons jusqu'à retrouver l'élite nationale après la deuxième place en Nationale 1B. En 1990, il prend la direction des Girondins de Bordeaux qui vient de remporter la remporte la Coupe de France. Il confirme les espoirs mis en lui et connait d'ailleurs sa première sélection en équipe de France et termine meilleur buteur du championnat de France 1991-1992 avec 183 buts.
En 1993, il prend la direction du Montpellier Handball qui vient d'atteindre la 5e place pour sa première saison en division 1. Wiltberger participe à la progression du club qui termine 3e en 1994 puis, avec l'arrivée de Patrice Canayer, devient champion de France 1995.
En janvier 1996, il est suspendu de deux mois après un contrôle positif au cannabis. À cause de l'attitude du club pendant sa suspension, il annonce qu'il a décidé de quitter à l'été 1996 « d'un commun accord » avec ses dirigeants le club de Montpellier où il était encore sous contrat jusqu'en juillet 1997, pour rejoindre l’OM Vitrolles. Le club Marseillais étant contraint de déposer le bilan à l’été 1996, Wiltberger est contraint de trouver un nouveau club et, à l'instar de quelques joueurs français, il décide de rejoindre l'Allemagne avec l'ouverture des frontières due à l'arrêt Bosman, en particulier dans le club ambitieux du SG Wallau-Massenheim où Frédéric Volle et Dimitri Torgovanov ont également signé, sans parvenir toutefois à remporter de titre. Néanmoins, ses bonnes performances conjuguées à la fin des Barjots à la suite de l'échec aux JO d'Atlanta lui permettent de participer au championnat du monde 1997 au Japon. Joueur complet en défense et en attaque, il s'impose comme titulaire en tant que meneur d'équipe et est ainsi un grand artisan de la médaille de bronze remportée par les Français.
En 1999, il retrouve la France et son Alsace natale et rejoint le SC Sélestat. Après avoir permis à Sélestat d'atteindre la 5e place en championnat de France -- ce qui constitue encore en 2021 le meilleur classement de l'histoire du club --, il participe aux Jeux olympiques de 2000 à Sydney, terminés à la 6e place après quelques remous internes. C'était notamment lui qui, dans une lettre lue devant tout le groupe, avait remis en cause le fonctionnement du sélectionneur national Daniel Costantini pendant les Jeux. Il ne sera d'ailleurs plus jamais sélectionné par la suite, mettant ainsi un terme à près de 150 sélections en 10 ans de sélection.
En 2001, il est recruté par Chambéry qui vient de remporter son premier titre de champion de France. S'il ne parviendra pas à faire mieux que deux deuxièmes place en 2002 et 2003, il remporte la première édition de l'histoire  la Coupe de la Ligue en 2002, sur "ses" terres Alsaciennes, comme un clin d'œil à son histoire.
En 2004, alors qu'il ne s'était jusqu'alors jamais sérieusement blessé, il contracte une rupture des ligaments croisés lors de l'ultime match de la saison. S'il hésitait alors entre aller au terme de son contrat avec le club savoyard ou s'engager avec l'USAM Nîmes Gard, cette grave blessure signe la fin de sa carrière : le président de Chambéry, Alain Poncet, lui signifie, alors qu'il est en rééducation, qu'il ne désire pas le garder (malgré l'année de contrat qu'il lui reste à faire) avec cette phrase terrible "bienvenu dans la vraie vie"... Six mois plus tard, alors qu'il s'est installé à côté de Nîmes pour un éventuel dernier contrat, il se rend compte qu'il ne veux plus jouer au handball, mais plutôt devenir entraineur.

### L'après-carrière
Il prend alors les rênes de l'équipe des -16 ans de l'USAM Nîmes avant de rejoindre en 2006, un autre club gardois, le Sun A.L. Bouillargues, pour former un duo d'entraineur avec Chantal Maïo. Évoluant en division 2 féminine, le club joue la montée sur le plan sportif mais se trouve freiné sur le plan financier. Il décide alors de se lancer grâce à l'un de ses anciens coéquipiers (Yannick Boulanghien) dans un nouveau défi consistant à installer une nouvelle marque de produits pour le handball, avec notamment le ballon comme produit phare. Après un intermède un tant que commercial pour la marque Select, il effectue son retour à Bouillargues pour deux saisons, mais glisse peu à peu dans la dépression : « Elle avait pris racine pendant ma carrière. Même si tu es bien entouré, tu es en fait seul. En plus tu es nocif pour ton entourage. Je n'ai jamais eu des envies de suicide, plutôt de disparaître, ce que j'ai fait pendant une semaine. » Et de se retourner sur sa carrière : « J'ai vécu des moments exceptionnels. Et je sais pourquoi j'ai fait du handball : pour être aimé. ». Il enchaîne alors les années de chômage et les contrats précaires -- notamment en tant que responsable des - 18 ans de l'USAM Nimes avec lesquels il décroche un titre de vice-champion de France en 2013 --, au point de ne toucher que le RSA, attendant ,en vain ,un contrat professionnel promis qui n'arrivera jamais. Pendant plusieurs mois, il fait la plonge dans une boulangerie industrielle, de 4h à 11h du matin, avant d'effectuer son retour médiatique sur Canal +, dans l'émission « Les Spécialistes ». « Patrick Teyssier, François-Xavier Houlet et Andrej Golic et Grégory Anquetil m'ont aidé à aller sur Canal +. Je travaillais le matin à la plonge puis je prenais le TGV en 1re classe pour rejoindre Paris. L'équipe de Canal était aux petits soins pour moi et la quinzaine de piges que j'ai effectuées m'ont fait du bien, y compris financièrement. » 
Parallèlement, grâce à l'aide de Guy Petitgirard qui fut son entraineur durant ses années de sport-études, il prépare l'examen final du DES (Diplôme Enseignement Supérieur) pour pouvoir entraîner au niveau professionnel. Il alors engagé en 2014 comme adjoint de l'entraineur Noka Serdarušić au Pays d'Aix UC, grâce à sa connaissance du championnat de France et de sa maîtrise de la langue allemande. À la suite du départ de Zvonimir Serdarušić au Paris Saint-Germain Handball à l'intersaison 2015, Marc Wiltberger devient l'entraîneur principal du club. Le 22 novembre 2015, Wiltberger cède sa place à la tête de l'équipe première et retrouve la gestion du centre de formation du club, ce pourquoi il était arrivé à Aix en Provence au départ. Sans réelles perspectives sur ce poste, et finalement "placardisé", il se trouve contraint à partir et se retrouve au chômage pendant un certain temps, ce qui relance les épisodes de dépression.
C'est Denis Lathoud qui lui tend la main en juin 2017 et lui offre une solution en devenant directeur technique des catégories de jeunes de l'Espérance sportive de Tunis, qui est considéré comme un des plus grands clubs africains. L'expérience débute parfaitement, mais la politique, très présente au sein du club, finira par avoir la peau du Président de la section handball qui avait embauché les deux hommes. La conséquence directe est le licenciement de tous les hommes engagés par ce président et, de fait, Marc retourne en France à partir de janvier 2018. 
À nouveau au chômage, il décide de se ré-orienter professionnellement sans pour autant rejeter l'idée de continuer à entraîner, intervenant régulièrement en Côte d'Ivoire aux côtés de Daouda Karaboué avec l'association DK cœur Afrique. En Côte d'Ivoire, il dispense ainsi des sessions d'entrainement et de formation d'entraineur, participant également aux actions menées auprès des orphelinats, hôpitaux et pouponnières ce qui changera profondément sa vision de la vie et l'aidera à sortir définitivement de sa dépression après plus de 10 ans de hauts et très bas. Il décide ensuite de participer à une session de formation professionnelle en tant que "préparateur de commandes" et "cariste" qui le fera travailler pendant deux ans pour le compte du groupe Geodis, au rang de simple ouvrier. Durant cette période, l'un de ses formateurs lui explique les rouages de la formation professionnelle, ce qui l'amène alors à repenser à l'idée d'entrainer à nouveau, en compagnie toujours de Daouda Karaboué. Par la suite, il crée finalement sa structure de formation professionnelle pour aider les sportifs de haut niveau, ainsi que les entraineurs et autres intervenants dans les associations sportives à gérer leur quotidien, et concernant les professionnels à préparer leur après-carrière.

## Palmarès

### En club
- Vainqueur du Championnat de France (1) : 1995 (avec Montpellier)
  - Vice-champion en 2002 et 2003 (avec Chambéry)
- Vainqueur de la Coupe de la Ligue (1) : 2002 (avec Chambéry)
- Deuxième du Championnat de France de D2 (1) :  1989

### Équipe nationale
- 6e place au Championnat du monde espoirs 1989[13]
- Médaillé d'argent aux Jeux méditerranéens de 1993 en Languedoc-Roussillon,  France
- Médaille de bronze au championnat du monde 1997[4],  Japon
- 6e place aux Jeux olympiques de 2000[2] à Sydney,  Australie

### Distinctions individuelles
- Meilleur buteur du championnat de France en 1992 avec 183 buts[6]

### Catégories jeune
- 5 titres champion de France sport-études avec le Lycée Kléber de Strasbourg
- 2 titres de champion de France Inter-ligues avec L'Alsace
- 1 titre de Champion du monde scolaire en 1986 en Suède à Katrinholm avec le Lycée Kléber.